# Karl Anderson
Chad Allegra (sinh ngày 20 tháng 1 năm 1980) là một đô vật chuyên nghiệp người Mỹ, hiện đang ký hợp đồng với free agent. Anh được biết đến nhiều nhất trong thời gian ở WWE nơi anh biểu diễn trên thương hiệu Raw dưới cái tên võ đài Karl Anderson như một phần của The O.C.
Anderson được biết đến với thời gian là chuyên gia đấu đồng đội, đáng chú ý nhất là New Japan Pro Wrestling (NJPW), nơi anh từng bốn lần IWGP Tag Team Championship. Anh cũng nắm giữ kỷ lục giư đai lâu nhất và bảo vệ danh hiệu nhiều nhất, có được trong lần giữ đai đầu tiên của mình với đồng đội Giant Bernard. Anderson và Bernard cũng giữ GHC Tag Team Championship của Pro Wrestling Noah, và được bình chọn là nhà vô địch đồng đội của năm bởi Wrestling Observer Newsletter vào năm 2011. Anderson là thành viên thành lập và lãnh đạo thứ hai của nhóm Bullet Club, và ba lần top giải đấu đồng đội NJPW, G1/World Tag League, vô địch tiếp năm 2009 với Bernard, năm 2012 với Hirooki Goto và năm 2013 với Doc Gallows. Anh cũng đấu cho Southern California thành lập independent promotion Pro Wrestling Guerrilla (PWG) giữa 2007 và 2009.
Anderson đa số "trầm" trong sự nghiệp tại Nhật, trước khi kí hợp đồng với WWE cùng với Gallows, AJ Styles và Shinsuke Nakamura vào năm 2016. Ở WWE, Anderson thắng hai lần WWE Raw Tag Team Championship hai lần với đồng đội cộng sự Gallows.
Vào ngày 15 tháng 4 năm 2020, Anderson và Gallows đã rời WWE.